# Paul Hörbiger
Paul Hörbiger (Boedapest, 29 april 1894 - Wenen, 5 maart 1981) was een Oostenrijkse acteur.

## Jeugd en opleiding
Paul Hörbiger groeide op als zoon van de ingenieur Hanns Hörbiger en zijn echtgenote Leopoldine met drie broers in het keizerrijk Oostenrijk-Hongarije. In 1902 verhuisde de familie naar Wenen. Na het eindexamen aan het Stiftgymnasium St. Paul in het Lavantdal vervulde hij vrijwillig zijn militaire dienstplicht tijdens de Eerste Wereldoorlog in een bergartillerie-regiment. Meermaals onderscheiden werd hij in november 1918 bevorderd tot luitenant. Door de oorlog verloor zijn vader zijn hele vermogen wegens investeringen in oorlogsaandelen.

## Carrière

### Als theateracteur
Door toeval kwam hij in aanraking met het acteren. Hij voltooide de Schauspielschule Otto in Wenen en startte in 1919 een artiestenloopbaan bij het Stadttheater Reichenberg (tegenwoordig Liberec) in Bohemen en van 1920 tot 1926 bij het Deutsche Theater in Praag. Met een verbintenis bij het Deutsches Theater Berlin van Max Reinhardt van 1926 tot 1940 lukte Hörbiger de grote doorbraak. Vanaf 1929 speelde hij vervolgens bij de Baranowsky-podia en bij het Cabaret der Komiker. Van 1940 tot 1943 was hij te zien in het ensemble van het Weense Burgtheater. Hij trad op bij de Salzburger Festspiele in 1943 als Papageno, samen met Gusti Huber in Die Zauberflöte van Wolfgang Amadeus Mozart. In 1936 richtte hij met de regisseur E.W. Emo en de Oostenrijkse consul Karl Künzel in Berlijn de Algefa-Film op.
In 1964 nam hij samen met Hans Moser het muziekalbum Servus Wien op. Vanaf medio jaren 1960 wijdde hij zich meer aan het theaterwerk, omdat hij in zijn filmrollen te erg werd afgerekend op de rol van de gemoedelijke persoon. Vanaf 1965 was hij weer lid van het ensemble van het Burgtheater. Daarnaast speelde hij in talrijke tv-films. Hörbigers laatste première bij het Burgtheater vond plaats in 1979 met Komödie der Eitelkeit van Elias Canetti, waarin hij nogmaals de pet droeg van de diender, zoals eerder in de film Hallo Dienstmann van Franz Antel.

### Als filmacteur
In de jaren 1930 werd Hörbiger met geluidsfilms een der populairste Duitstalige acteurs. In zijn rollen vertolkte hij het type van een lieftallige, levenslustige persoon. In Hans Moser vond hij een partner. 
Na de oorlog kon Hörbiger in tegenstelling tot zijn schoonzus Paula Wessely zijn carrière zonder onderbreking voortzetten. Bij de commissie ter bevrijding van het nationaalsocialisme getuigde hij ten gunste van zijn broer Attila. Terwijl deze in de jaren 1950 hoofdzakelijk theater speelde, was Paul meestal in film en televisie te zien. Tot zijn bekendste films in deze tijd behoorden onder andere Der dritte Mann, Hallo Dienstmann, Der Raub der Sabinerinnen, Mädchenjahre einer Königin, Die Deutschmeister en Charleys Tante.

## Politiek
Net als zovele andere artiesten stelde ook Hörbiger zich in 1938 beschikbaar voor de oproep voor de volksstemming over de samenvoeging van Oostenrijk en Duitsland. In zijn autobiografie vermeldde hij, dat hij en zijn vrouw bij de stemming met nee had gestemd.
Hij gebruikte zijn populariteit om veel Joodse collega's uit de Weense artiestenwereld te helpen vluchten naar Zwitserland. In 1944 werd hij door Joseph Goebbels op de Gottbegnadeten-Liste geplaatst als onvervangbare artiest, die geen dienstplicht of verplicht werk hoefde te verrichtten en een bepaalde bewegingsvrijheid genoot. Tegen het einde van de Tweede Wereldoorlog sloot Hörbiger zich aan bij een kleine verzetsgroep, die was opgericht in Wenen door Richard Patsch en kon meerdere persoonlijkheden overhalen voor het verzet, waaronder Theo Lingen en Oskar Sima. Zijn politieke status en zijn onaantastbaarheid had hij blijkbaar onderschat na overhandiging van een cheque van 3000 Reichsmark aan de verzetsgroep met zijn handtekening. Nadat dit bekend werd, werd hij door het nazi-regime gearresteerd en wegens hoogverraad ter dood veroordeeld. Het einde van de oorlog redde hem waarschijnlijk het leven.

## Sport
Van 1947 tot 1949 was Hörbiger president van de voetbalclub First Vienna FC 1894.

## Privéleven en overlijden
Paul Hörbiger was sinds 1921 getrouwd met de actrice Josepha 'Pipa' Gettke. Hij had vier kinderen: Christl (geb. 1922), Hansi (1926 – 1929), Monica (geb. 1930) en Thomas, die ook acteur werd.
Privé investeerde Paul Hörbiger in de jaren 1950 veel energie in het onderzoek naar de mysterieuze dood van zijn derde broer Alfred op 31 juli 1945, die op 54-jarige leeftijd in de Innsbrucker Universiteitskliniek was overleden. Terwijl zijn andere broer Attila geloofde in een natuurlijke oorzaak, deed Paul aangifte tegen onbekend van moord. Er volgden 15 processen met opgravingen en autopsies van het lichaam. Zijn verhouding met zijn broer raakte hierdoor ontwricht. Wegens een gebrek aan bewijs werden in 1963 meerdere gerechtsprocedures gestaakt. Later verzoende hij zich weer met zijn broer.
Paul Hörbiger overleed op 5 maart 1981 op 86-jarige leeftijd in Wenen. Hij werd bijgezet in een eregraf van de stad Wenen op de Weense Zentralfriedhof.

## Onderscheidingen
- 1942: Staatsacteur
- 1964: Ereteken van de Republiek Oostenrijk
- 1964: Eremedaille van de bondshoofdstad Wenen
- 1969: Kameracteur
- 1969: Goldenes Filmband voor jarenlang en voortreffelijk werk in de Duitse film
- 1972: Girardi-Ring
- 1974: Österreichisches Ehrenkreuz voor Wetenschap en Kunst Eerste Klasse
- 1977: Erering van de stad Wenen
- 1980: Nestroy-Ring

## Filmografie (selectie)
- 1928: Dyckerpotts Erben
- 1928: G'schichten aus dem Wienerwald
- 1928: Heut' spielt der Strauß
- 1928: Das letzte Souper
- 1928: Die Räuberbande
- 1928: Schmutziges Geld
- 1928: Sechs Mädchen suchen Nachtquartier
- 1928: Spione
- 1928: Die große Abenteuerin
- 1928: Der fesche Husar
- 1928: Die Dame mit der Maske
- 1928: Die tolle Komteß
- 1928: Die Wochenendbraut
- 1929: Asphalt
- 1929: Möblierte Zimmer
- 1929: Wer wird denn weinen, wenn man auseinandergeht
- 1929: Der Sträfling aus Stambul
- 1929: Drei um Edith
- 1929: Die Frau, die jeder liebt, bist du!
- 1929: Das grüne Monokel
- 1929: Ein kleiner Vorschuß auf die Seligkeit
- 1929: Frauen am Abgrund
- 1930: Das alte Lied
- 1930: Drei Tage Mittelarrest
- 1930: Der Herr auf Bestellung
- 1930: Nur Du
- 1930: Ich glaub nie mehr an eine Frau
- 1930: Delikatessen
- 1930: Wie werde ich reich und glücklich?
- 1930: Der unsterbliche Lump
- 1930: Zwei Herzen im Dreivierteltakt
- 1931: Arm wie eine Kirchenmaus
- 1931: Ihre Hoheit befiehlt
- 1931: Der Kongreß tanzt
- 1931: Kyritz – Pyritz
- 1931: Mein Herz sehnt sich nach Liebe
- 1931: Der Zinker
- 1931: Der verjüngte Adolar
- 1931: Die lustigen Weiber von Wien
- 1931: Walzerparadies
- 1931: Kabarett-Programm Nr. 4
- 1931: Die Försterchristl
- 1931: Der ungetreue Eckehart
- 1931: Der Stumme von Portici
- 1931: Reserve hat Ruh
- 1931: Grock
- 1931: Sein Scheidungsgrund
- 1932: Ein blonder Traum
- 1932: Friederike
- 1932: Johann Strauß, k. u. k. Hofkapellmeister
- 1932: So ein Mädel vergißt man nicht
- 1932: Ein steinreicher Mann
- 1932: Ein toller Einfall
- 1932: Die unsichtbare Front
- 1932: Quick
- 1932: Paprika
- 1932: Zwei glückliche Tage
- 1932: Scampolo, ein Kind der Straße
- 1932: Annemarie, die Braut der Kompanie
- 1932: Peter Voß, der Millionendieb
- 1932: Es war einmal ein Walzer
- 1932: Lügen auf Rügen

- 1932: Das Geheimnis um Johann Orth
- 1932: Drei von der Kavallerie
- 1932: Trenck
- 1932: Kaiserwalzer
- 1933: Liebelei
- 1933: Walzerkrieg
- 1933: Heimkehr ins Glück
- 1933: Zwei gute Kameraden
- 1933: Ein Lied für Dich
- 1933: Skandal in Budapest
- 1933: Gruß und Kuß – Veronika
- 1933: Pardon, tévedtem
- 1933: Keinen Tag ohne Dich
- 1933: Der große Bluff
- 1934: … heute abend bei mir
- 1934: Frühjahrsparade
- 1934: Rosen aus dem Süden
- 1934: Der Herr ohne Wohnung
- 1934: Ich heirate meine Frau
- 1934: Die Czardasfürstin
- 1934: Mein Herz ruft nach dir
- 1934: Spiel mit dem Feuer
- 1934: Besuch am Abend
- 1934: Die Abschieds-Symphonie
- 1934: Herz ist Trumpf
- 1934: Fräulein Frau
- 1935: Petersburger Nächte. Walzer an der Newa
- 1935: Königswalzer
- 1935: Endstation
- 1935: Liebeslied
- 1935: Das Einmaleins der Liebe
- 1935: Wenn die Musik nicht wär
- 1935: Frischer Wind aus Kanada
- 1936: Die Puppenfee
- 1936: Seine Tochter ist der Peter
- 1936: Lumpacivagabundus
- 1936: Drei Mäderl um Schubert
- 1936: Schabernack
- 1936: Fiakerlied
- 1936: Kinderarzt Dr. Engel
- 1937: Peter im Schnee
- 1937: Der Scheidungsgrund
- 1937: Florentine
- 1937: Die Landstreicher
- 1938: Der Blaufuchs
- 1938: Einmal werd' ich Dir gefallen
- 1938: Es leuchten die Sterne
- 1938: Heimat
- 1938: Heiraten – aber wen?
- 1938: Immer wenn ich glücklich bin
- 1938: Des jungen Dessauers große Liebe
- 1938: Die kleine Prinzessin (Prinzessin Sissy)
- 1938: Liebelei und Liebe
- 1939: Maria Ilona
- 1939: Mutterliebe
- 1939: Opernball
- 1939: Salonwagen E 417
- 1939: Hochzeitsreise zu dritt
- 1939: Drunter und drüber
- 1939: Ich bin Sebastian Ott
- 1939: Unsterblicher Walzer
- 1939: Kitty und die Weltkonferenz

- 1939: Männer müssen so sein
- 1940: Falstaff in Wien
- 1940: Herzensfreud – Herzensleid
- 1940: Der liebe Augustin
- 1940: Operette
- 1940: Wunschkonzert
- 1940: Wiener G'schichten
- 1941: Oh, diese Männer
- 1941: Wir bitten zum Tanz
- 1942: Die große Liebe
- 1942: Die heimliche Gräfin
- 1942: So ein Früchtchen
- 1942: Wen die Götter lieben
- 1942: Brüderlein fein
- 1943: Lache Bajazzo
- 1943: Schwarz auf Weiß
- 1943: I Pagliacci
- 1944: Romantische Brautfahrt
- 1944: Schrammeln
- 1944: Die Zaubergeige
- 1947: Der Hofrat Geiger
- 1948: Leckerbissen
- 1948: Der Engel mit der Posaune
- 1948: Kleine Melodie aus Wien
- 1948: The Mozart Story
- 1949: The Third Man
- 1949: Der Bagnosträfling
- 1949: Die seltsame Geschichte des Brandner Kaspar
- 1950: Epilog – Das Geheimnis der Orplid
- 1950: Glück muß man haben
- 1950: Schwarzwaldmädel
- 1950: Eine Nacht im Separee
- 1950: Der Seelenbräu
- 1951: Verklungenes Wien
- 1951: Wenn die Abendglocken läuten
- 1951: Frühlingsstimmen
- 1951: Die Frauen des Herrn S.
- 1951: Der Teufel führt Regie
- 1951: Der alte Sünder
- 1951: Der fidele Bauer
- 1951: Was das Herz befiehlt
- 1952: Hallo Dienstmann
- 1952: Das Land des Lächelns
- 1952: Mein Herz darfst du nicht fragen
- 1952: 1. April 2000
- 1952: Mikosch rückt ein
- 1952: Ich hab' mein Herz in Heidelberg verloren
- 1952: Man lebt nur einmal
- 1952: Ich heiße Niki
- 1952: Ich tanze mit Dir in den Himmel hinein
- 1953: Von Liebe reden wir später
- 1953: Die Rose von Stambul
- 1953: Das tanzende Herz
- 1953: Die Perle von Tokay
- 1953: Der Feldherrnhügel
- 1953: Junges Herz voll Liebe
- 1953: Die Privatsekretärin
- 1953: Mit siebzehn beginnt das Leben
- 1953: Die Fiakermilli
- 1954: Die schöne Müllerin
- 1954: Mädchenjahre einer Königin
- 1954: Schützenliesel

- 1954: Bruder Martin
- 1954: Der Raub der Sabinerinnen
- 1954: Der Zigeunerbaron
- 1954: Meine Schwester und ich
- 1954: Una Parigina a Romantische
- 1955: Die Stadt ist voller Geheimnisse
- 1955: Banditen der Autobahn
- 1955: Du mein stilles Tal
- 1955: Der fröhliche Wanderer
- 1955: Ehesanatorium
- 1955: Die Deutschmeister
- 1955: Eine Frau genügt nicht
- 1955: Ein Herz bleibt allein
- 1955: Die Försterbuben
- 1955: Hilfe – sie liebt mich
- 1955: An der schönen blauen Donau
- 1956: Lügen haben hübsche Beine
- 1956: Charleys Tante
- 1956: Die Christel von der Post
- 1956: … und wer küßt mich?
- 1956: Lumpazivagabundus
- 1956: Manöverball
- 1956: Bademeister Spargel
- 1956: Was die Schwalbe sang
- 1956: Das Donkosakenlied
- 1956: Der schräge Otto
- 1957: Wien, du Stadt meiner Träume
- 1957: Heiratskandidaten
- 1957: Heimweh … dort, wo die Blumen blühn
- 1957: Der schönste Tag meines Lebens
- 1957: … und die Liebe lacht dazu
- 1957: Hoch droben auf dem Berg
- 1957: Die Winzerin von Langenlois (Und so was will erwachsen sein)
- 1957: Ober, zahlen!
- 1958: Hallo Taxi
- 1958: Sebastian Kneipp – Ein großes Leben
- 1958: Hoch klingt der Radetzkymarsch
- 1959: Heimat – Deine Lieder
- 1960: Kauf Dir einen bunten Luftballon
- 1961: … und du mein Schatz bleibst hier
- 1961: Der Orgelbauer von St. Marien
- 1962: Drei Liebesbriefe aus Tirol
- 1962: Tanze mit mir in den Morgen
- 1962: … und ewig knallen die Räuber
- 1963: Sing, aber spiel nicht mit mir
- 1963: Die lustigen Vagabunden
- 1963: Unsere tollen Nichten
- 1963: Die ganze Welt ist himmelblau (Rote Lippen soll man küssen)
- 1963: Ferien vom Ich
- 1963: Im singenden Rössel am Königssee
- 1964: Das hab ich von Papa gelernt
- 1964: Die große Kür
- 1964: Happy-End am Wörthersee
- 1965: Leinen aus Irland
- 1965: Der Alpenkönig und der Menschenfeind
- 1965: Ruf der Wälder
- 1969–1970: Der alte Richter (tv-serie)
- 1971: Tatort: Mordverdacht
- 1972: Sie nannten ihn Krambambuli

- Bibliothèque nationale de France: cb14033351s (data)
- Gemeinsame Normdatei: 118552155
- International Standard Name Identifier: 0000 0000 5517 9539
- Library of Congress Control Number: n80039039
- MusicBrainz: b9fb2543-919b-45ce-b75b-47f106e52dd9
- Nationale Bibliotheek van Tsjechië: xx0164292
- Nationale Bibliotheek van Israël: 987007447114305171
- Nederlandse Thesaurus van Auteursnamen: 068558511
- Système universitaire de documentation: 050302280
- Virtual International Authority File: 46960844
- WorldCat: E39PBJxMfFgXq4Dp3t4Ygfbjmd